# Bruno Musarò
Bruno Musarò (ur. 27 czerwca 1948 w Andrano) – włoski duchowny katolicki, arcybiskup, emerytowany nuncjusz apostolski.

## Życiorys
19 września 1971 otrzymał święcenia kapłańskie i został inkardynowany do archidiecezji Otranto. W 1973 rozpoczął przygotowanie do służby dyplomatycznej na Papieskiej Akademii Kościelnej.
3 grudnia 1994 został mianowany przez Jana Pawła II nuncjuszem apostolskim w Panamie oraz arcybiskupem tytularnym Abari.
Sakry biskupiej 6 stycznia 1995 udzielił mu w Rzymie papież Jan Paweł II.
Następnie w 1999 został przedstawicielem Watykanu w Madagaskarze, będąc akredytowanym również na Mauritiusie, Seszelach i Komorach.
10 lutego 2004 został przeniesiony do nuncjatury w Gwatemali.
5 stycznia 2009 został przeniesiony do nuncjatury w Peru.
6 sierpnia 2011 został przeniesiony do nuncjatury na Kubie.
5 lutego 2015 został nuncjuszem apostolskim w Egipcie oraz delegatem przy Lidze Państw Arabskich.
29 sierpnia 2019 został nuncjuszem w Kostaryce.
11 lipca 2023 papież Franciszek przyjął jego rezygnację z pełnionej funkcji. 